# Останній день зими
«Останній день зими» (рос. «Последний день зимы») — радянський фільм, «виробнича» драма режисера Володимира Григор'єва. Знятий на кіностудії «Ленфільм» у 1974 році. Прем'єра відбулася в березні 1975 року.

## Сюжет
Велике будівництво в Сибіру постійно супроводжують виробничі проблеми: замовник зриває фінансування, постачальники доставляють неякісні панелі і блоки, які вже здані цеху не відповідають розміщеному обладнанню. Столичний чиновник квапить з виконанням планових термінів здачі і відверто закликає до підтасовування звітності. Протистоять проблемам директор будівництва товариш Ілгунас і бригадир Микола Іванович Коротких. Протягом одного складного дня Микола Іванович встигає отримати нагороду — Зірку Героя Соціалістичної Праці, відвезти невістку в пологовий будинок, посваритися з одним другом, допомогти іншому. Уже ввечері Микола Іванович звертається до глядачів і вимовляє монолог, в якому дякує за нагороду і закликає продовжувати працю — в країні ще стільки не зроблено.

## У ролях
- Лев Дуров — Коротких
- Лаймонас Норейка — Ілгунас, директор будівництва
- Юхим Копелян — Маврин
- Євген Лебедєв — Коротких
- Анатолій Солоніцин — Соловцов
- Леонід Неведомський — Корзунов
- Григорій Лямпе — репортер

## Знімальна група
- Режисер — Володимир Григор'єв
- Сценарист — Володимир Григор'єв
- Оператор — Віктор Карасьов
- Композитор — Аркадій Гагулашвілі
- Художник — Віктор Амельченков